# Giacomo Laderchi
Giacomo Laderchi, C.d.O. (Faenza, 1678 circa – Roma, 25 aprile 1738), è stato uno storico italiano.

## Biografia
Entrato nella Confederazione dell'oratorio di San Filippo Neri, si acquistò larga fama per la sua dottrina e pietà.
Pubblicò parecchi scritti di agiografia, fra cui la Vita S . Petri Damiani Cardinalis ac Episcopi Ostiensis (Roma 1702), e gli Acta passionis SS. martyrum Crescii et sociorum (Firenze 1707; Acta Sanctorum, Oct., X, p. 589). Quest'ultimo suscitò una fiera polemica contro certi sistemi della sua critica, che egli tentò difendere con due trattati: La critica d'oggidì o sia l'abuso della critica odierna (Roma 1726), e I congressi letterarii di oggidì (Venezia 1734). Nel campo liturgico pubblicò le Osservazioni su due libri del card. Tomasi: Codices sacramentorum et Antiqui liibri missarum (Roma 1720). Curò pure la continuazione degli Annales Ecclesiastici di Cesare Baronio pubblicando i volumi XXII-XXIV (Roma 1728-1734) per il pontificato di Papa Pio V. L'opera del Laderchi, se non si può paragonare a quella dei predecessori, supera quella del polacco Bzovio (Bzowski), che narrò gli stessi avvenimenti con minori informazioni. Appunti numerosi e trattati inediti sono conservati nella Biblioteca Vallicelliana.